# Anemia collina
Anemia collina är en ormbunkeart som beskrevs av Giuseppe Raddi. Anemia collina ingår i släktet Anemia och familjen Anemiaceae. Inga underarter finns listade.